# Heliophanus mordax
Heliophanus mordax är en spindelart som först beskrevs av Pickard-Cambridge O. 1872.  Heliophanus mordax ingår i släktet Heliophanus och familjen hoppspindlar. Inga underarter finns listade i Catalogue of Life.